# (5464) Weller
(5464) Weller es un asteroide perteneciente al cinturón de asteroides descubierto el 7 de noviembre de 1985 por Edward Bowell desde la Estación Anderson Mesa (condado de Coconino, cerca de Flagstaff, Arizona, Estados Unidos).

## Designación y nombre
Designado provisionalmente como 1985 VC1. Fue nombrado Weller en honor de Harold Weller. Conductor de la Orquesta Sinfónica de Flagstaff desde 1981, Su formación musical la realizó en los Conservatorios de Música Oberlin y Cincinnati, la Universidad de Miami y la Universidad Estatal de Ohio. Ha ocupado cargos como director musical de las Orquestas Sinfónicas de Hamilton (Ohio) y Ashland (Ohio) y ha sido miembro de la facultad en Ashland College en Ohio y en Old Dominion University en Norfolk, Virginia.

## Características orbitales
Weller está situado a una distancia media del Sol de 2,672 ua, pudiendo alejarse hasta 3,142 ua y acercarse hasta 2,203 ua. Su excentricidad es 0,175 y la inclinación orbital 14,06 grados. Emplea 1596,02 días en completar una órbita alrededor del Sol.

## Características físicas
La magnitud absoluta de Weller es 12,5. Tiene 9,731 km de diámetro y su albedo se estima en 0,224. 